# Solovka, Ujhorod
Solovka (în ucraineană Соловка) este localitatea de reședință a comunei Solovka din raionul Ujhorod, regiunea Transcarpatia, Ucraina.

## Demografie
Componența lingvistică a localității Solovka
     Maghiară (94,79%)
     Ucraineană (4,97%)
     Alte limbi (0,24%)
Conform recensământului din 2001, majoritatea populației localității Solovka era vorbitoare de maghiară (94,79%), existând în minoritate și vorbitori de ucraineană (4,97%).